# Uzel
Uzel é uma comuna francesa na região administrativa da Bretanha, no departamento Côtes-d'Armor. Estende-se por uma área de 6,78 km². Em 2010 a comuna tinha 1 071 habitantes (densidade: 158 hab./km²).